# Al McKay

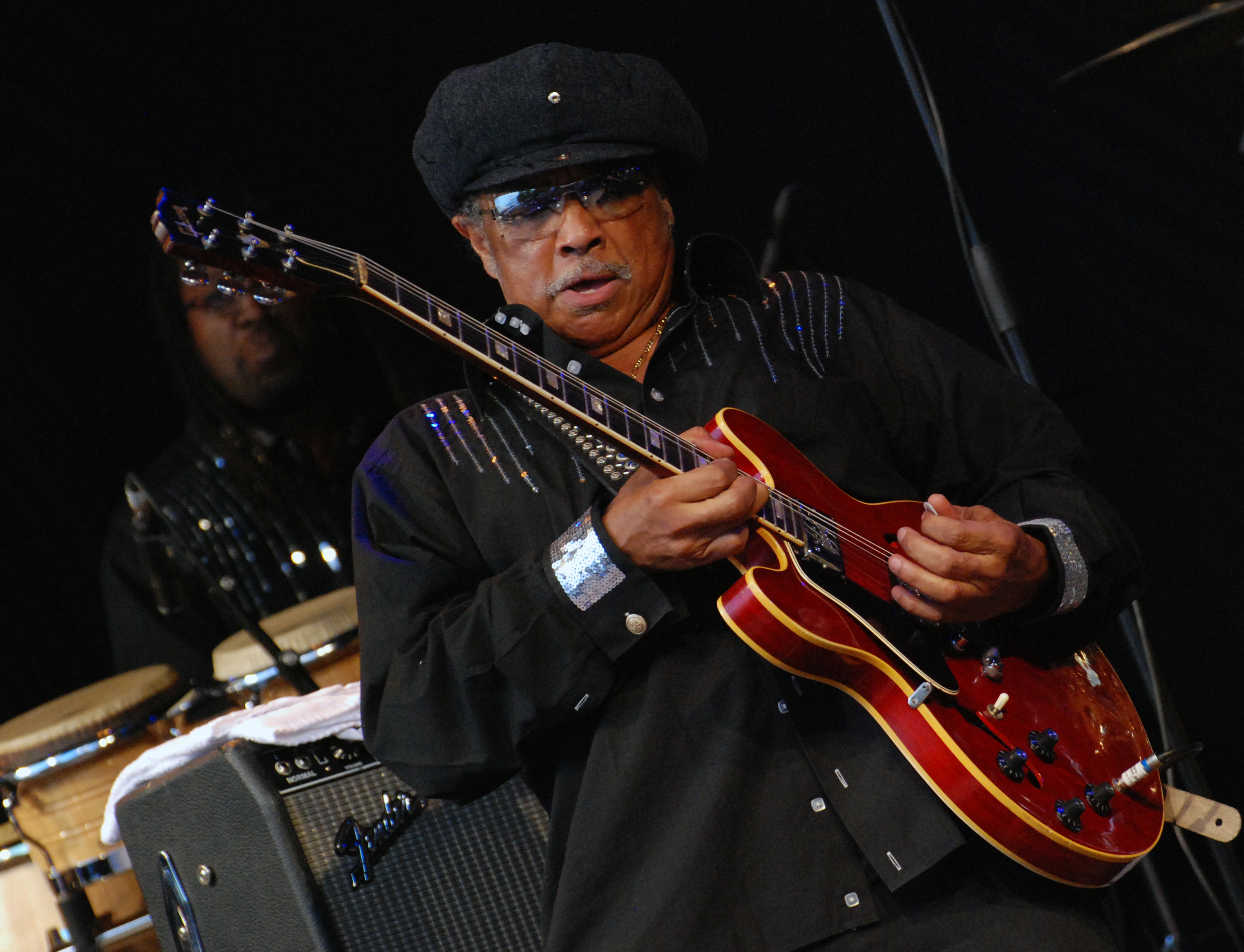
Al McKay (2011)

Al McKay (* 2. Februar 1948 in New Orleans, Louisiana) ist ein US-amerikanischer R&B-, Soul- und Funk-Gitarrist.  Seine großen Vorbilder waren Freddie King, Duane Eddy, die Everly Brothers und James Brown.

## Leben
Er bekam im Alter von fünf Jahren von seinem Onkel eine Gitarre geschenkt. Als seine Mutter krank wurde, zog er zu einer Tante nach Süd-Kalifornien. Seinen ersten professionellen Auftritt als Gitarrist hatte er mit achtzehn Jahren, kurz nachdem er seinen Highschool-Abschluss gemacht hatte. Als ein guter Freund ihn mit Ike Turner bekannt machte und er diesen auf einen Spielfehler während des Songs Losing You von den Temptations hinwies, engagierte ihn Ike Turner vom Fleck weg für die Ike-&-Tina-Turner-Revue.
Nach eineinhalb Jahren kehrte er nach Los Angeles zurück und spielte in verschiedenen Studios mit vielen Größen der Jazz-, Pop- und R&B-Szene. Während dieser Zeit wurde er auch von Sammy Davis Jr. engagiert, der ihn vor allem wegen seiner speziellen Gitarreneffekte und seinem Wah-Wah-Spiel haben wollte. In vielen Las-Vegas-Shows und Studioaufnahmen konnte er sein Talent beweisen. Dies hievte ihn auf einen der vorderen Plätze als Gitarrist in den USA. Viele Künstler wie Andy Williams, Pearl Bailey, The Sylvers und Isaac Hayes nutzten seinen einzigartigen Sound.
1973 stieß er in Chicago auf eine Gruppe, die einen neuen, erfrischenden Sound produzierte – Earth, Wind and Fire. Bis 1981 tourte er mit der Band quer durch alle Kontinente und schrieb zusammen mit Maurice White viele der großen Hits wie September und Sing a Song. Nach seiner Zeit bei Earth, Wind and Fire widmete er sich als alleinerziehender Vater ganz seinem Sohn.
Zu Beginn der 1990er-Jahre hatte er die Idee zu zwei neuen Live-Projekten, den L. A. All-Stars und den Al McKay All-Stars. Dazu holte er viele der alten Mitstreiter ins Studio und auf die Bühne, wie Andrew Woolfolk (Saxophon), Johnny Graham (Gitarre), Fred White (Schlagzeug) und die Phenix Horns.
2019 nahm Al McKay als Gaststar mit seiner Band Al McKay´s Earth, Wind & Fire Experience an der Konzertreihe Night of the Proms teil.

## Auszeichnung
Im Jahr 2000 erhielt er mit der Band Earth, Wind and Fire einen Stern in der Rock and Roll Hall of Fame.